# Иван Константинов (зограф)
Вижте пояснителната страница за други личности с името Иван Константинов.
Иван Янев Константинов или Костадинов е български зограф и строителен предприемач от Македония.

## Биография
Иван Константинов е роден около 1850 година в град Петрич, тогава в Османската империя, в семейството на бояджия на прежди и платове. Учи в родния си град – в частното килийно училище на Панчо Попмихов и в местното гръцко училище. През 1869 година заминава за Света гора и учи иконопис в Зографския манастир, а след това и в Хилендарския манастир. През 1875 година се завръща в Петрич. В същата 1875 година работи църквата „Свети Георги“ в Зъбово, където е заразен надпис „Ιστοριαν: ο ναος: του τος δια συνδρομης: απαντον χριστιανων εκ χρητον Ιωαννο Ζογραφο εκ Πετριτς μαρτι: 8: 1875“.
През 1883 година рисува в църквата „Свети Никола“ в Петрич, където на иконата на Света Богородица оставя надпис „Йованчо Константиновъ иконописецъ родомъ отъ Петричъ 1883 го ме: де 23“. След 1878 година рисува в Румъния – в Бъняса и другаде. Работи в „Света Параскева“ във Вълчедръм между 1891 – 1892 година и „Свети Симеон Стълпник“ Ореховица през 1893 година. Рисува в „Архангел Михаил“ в Брегаре, „Успение Богородично“ В Тръстеник и „Света Параскева“ в Угърчин. През 1895 година ръководи строежа на църквата „Света Богородица“ в Цариброд и рисува иконите ѝ. Работи в Дупница, Трън и Звонци, както и в Босилеградско и Радомирско. Строи и рисува икони на църквата „Възнесение Господне“ („Свети Спас“) в Богослов през 1901 година, както и в „Свети Димитър“ в Еремия, „Свети Георги“ в Друмохар, „Възнесение Господне“ в Ранинци, „Свети Димитър“ в Блажиево и други – до 1908 година. Установява се в София и работи в „Свети Спас“ в Градец през 1910 година, построява и рисува в „Света Троица“ в Кумарица, „Възнесение Господне“ в Храбърско, както и в църквата „Свети Илия“ в Илиянци и „Св. св. Кирил и Методий“ в Сливница. Рисува също в Черепишкия и Владайския манастир.
След Балканската война участва в строежа и рисува в църквата „Св. св. Кирил и Методий“ при Роженския манастир. Автор е на портрет на Константин Величков. Рисува също завеси за театрални сцени и пейзажи.
Умира на 22 март 1917 година в София.
Негов внук е българският библиограф и историк професор Веселин Трайков.